# Hunter of Stars
Hunter of Stars – singel szwajcarskiego piosenkarza i skrzypka Sebastiano „Sebaltera” Paù-Lessiego, napisany przez niego samego. Utwór został wydany 2 grudnia 2013 w dystrybucji cyfrowej. 
W 2014 roku utwór reprezentował Szwajcarię w 59. Konkursie Piosenki Eurowizji organizowanym w Kopenhadze. 8 maja numer został zaprezentowany przez Sebaltera w drugim półfinale imprezy i z czwartego miejsca awansował do finału, w którym zajął ostatecznie trzynaste miejsce z 64 punktami na koncie.
17 marca 2014 roku ukazał się oficjalny teledysk do utworu, który został nakręcony w Hotelu Royal Splendide w Lugano. Reżyserem klipu został Christian Frapolli, który zagrał w wideo menedżera hotelu.

## Lista utworów
CD single
1. „Hunter of Stars” – 3:06

## Notowania na listach przebojów
| Kraj              | Lista (2014)    | Najwyższa pozycja |
| ----------------- | --------------- | ----------------- |
| Szwajcaria        | Top 75 Singles  | 6                 |
| Austria           | Top 75 Singles  | 48                |
| Irlandia          | Top 100 Singles | 49                |
| Belgia (Flandria) | Top 100 Singles | 71                |
| Wielka Brytania   | Top 100 Singles | 85                |
| Holandia          | Top 100 Singles | 98                |